# تپه دولت‌آباد (شاهرود)
تپه دولت‌آباد مربوط به دوران‌های تاریخی پس از اسلام است و در شهرستان شاهرود، روستای دولت‌آباد واقع شده و این اثر در تاریخ ۲۵ خرداد ۱۳۸۱ با شمارهٔ ثبت ۵۸۴۵ به‌عنوان یکی از آثار ملی ایران به ثبت رسیده است.